# Bariumdiphosphat
Bariumdiphosphat ist eine anorganische chemische Verbindung des Bariums aus der Gruppe der Diphosphate.

## Gewinnung und Darstellung
Bariumdiphosphat kann aus Bariumhydrogenphosphat durch Erhitzen auf 900 °C hergestellt werden.
{\displaystyle \mathrm {2\ BaHPO_{4}\ {\xrightarrow {900\ ^{\circ }C}}\ Ba_{2}P_{2}O_{7}+H_{2}O\uparrow } }
Ebenfalls möglich ist die Darstellung durch Reaktion von wasserlöslichen Bariumsalzen wie Bariumchlorid mit Diphosphorsäure, wobei das Dihydrat entsteht.
{\displaystyle \mathrm {BaCl_{2}+H_{4}P_{2}O_{7}\longrightarrow Ba_{2}P_{2}O_{7}+2\ HCl} }

## Eigenschaften
Bariumdiphosphat ist ein weißer Feststoff, der praktisch unlöslich in Wasser ist. Er besitzt eine orthorhombische Kristallstruktur mit der Raumgruppe Pnma (Raumgruppen-Nr. 62).

## Verwendung
Bariumdiphosphat ist ein vielversprechendes Leuchtstoffmaterial, welches nach Dotierung mit seltenen Erden und anderen Elementen unterschiedliche Emissionseigenschaften zeigt. Mit Bismut dotierte Bariumdiphosphatkristalle zeigen eine Breitband NIR-Photolumineszenz. Mit Titan aktiviertes Bariumdiphosphat wird seit 1953 in Fluoreszenzlampen verwendet.